# AHL 2016/17
Die Saison 2016/17 war die 81. Spielzeit der American Hockey League (AHL). Während der regulären Saison, die vom 14. Oktober 2016 bis zum 15. April 2017 ausgetragen wurde, bestritten die 30 Teams der Liga 76 oder 68 Begegnungen. Anschließend fanden die Playoffs um den Calder Cup statt, den zum zweiten Mal in ihrer Geschichte die Grand Rapids Griffins gewannen.

## Änderungen

### Teams

Die neuen Teams der Saison 2016/17; gleiche Farben entsprechen der Zugehörigkeit zu einer Division.

Die Springfield Falcons zogen nach Tucson im Bundesstaat Arizona um und firmieren dort fortan als Tucson Roadrunners. Die Roadrunners füllen die erst im Vorjahr eingeführte Pacific Division auf acht Mannschaften auf, in der der Großteil der Teams weiterhin jeweils nur 68 statt 76 Spiele in der regulären Saison absolviert. Den Platz der Falcons nahmen die Portland Pirates ein, die nach Springfield wechselten und dort fortan als Springfield Thunderbirds am Spielbetrieb teilnehmen.
Zudem änderten die Lake Erie Monsters ihren Namen in Cleveland Monsters.

### Regeln
Die diesjährigen Regeländerungen beziehen sich vor allem auf Faustkämpfe. Spieler, die unmittelbar beim Face-off einen Faustkampf beginnen, werden sofort vom Spiel ausgeschlossen (game misconduct). Zudem wurden automatische Sperren nach einer gewissen Anzahl an Faustkämpfen eingeführt: Nach der zehnten bis 13. Faustkampf-Strafe erhält der betreffende Spieler jeweils eine Sperre von einem Spiel, mit der 14. und jeder weiteren Strafe eine Sperre von zwei Spielen. Kämpfe, bei denen der betreffende Gegenspieler eine Strafe als Initiator (instigator penalty) erhielt, werden nicht in diese Statistik eingerechnet.
Außerdem ist es der verteidigenden Mannschaft nach einem Icing nun nicht mehr erlaubt, ihre Auszeit zu nutzen.

## Modus
Der Modus entspricht im Wesentlichen dem des Vorjahres. Da nun die jeweiligen Divisionen beider Conferences die gleiche Anzahl von Mannschaften aufweisen (Eastern Conference: je 7; Western Conference: je 8), ist die Playoff-Qualifikation eines Divisions-Fünften nun nicht mehr möglich. Dies sollte nur im Vorjahr der ungleichen Verteilung der Teams Rechnung tragen.

## Reguläre Saison

### Abschlusstabellen
Abkürzungen: GP = Spiele, W = Siege, L = Niederlagen, OTL = Niederlage nach Overtime, SOL = Niederlage nach Shootout, GF = Erzielte Tore, GA = Gegentore, Pts = Punkte, Pts% = Punktquote
Erläuterungen: In Klammern befindet sich die Platzierung innerhalb der Conference; Playoff-Qualifikation, Conference-Sieger, Gewinner der Macgregor Kilpatrick Trophy

#### Eastern Conference
| Atlantic Division                  | GP | W  | L  | OTL | SOL | GF  | GA  | Pts | Pts% |
| ---------------------------------- | -- | -- | -- | --- | --- | --- | --- | --- | ---- |
| Wilkes-Barre/Scranton Penguins (1) | 76 | 51 | 20 | 3   | 2   | 247 | 170 | 107 | .704 |
| Lehigh Valley Phantoms (2)         | 76 | 48 | 23 | 5   | 0   | 260 | 219 | 101 | .664 |
| Hershey Bears (3)                  | 76 | 43 | 22 | 8   | 3   | 252 | 211 | 97  | .638 |
| Providence Bruins (4)              | 76 | 43 | 23 | 6   | 4   | 229 | 188 | 96  | .632 |
| Bridgeport Sound Tigers (5)        | 76 | 44 | 28 | 3   | 1   | 220 | 212 | 92  | .605 |
| Springfield Thunderbirds (11)      | 76 | 32 | 33 | 9   | 2   | 197 | 206 | 75  | .493 |
| Hartford Wolf Pack (14)            | 76 | 24 | 46 | 4   | 2   | 194 | 280 | 54  | .355 |

| North Division           | GP | W  | L  | OTL | SOL | GF  | GA  | Pts | Pts% |
| ------------------------ | -- | -- | -- | --- | --- | --- | --- | --- | ---- |
| Syracuse Crunch (6)      | 76 | 38 | 24 | 7   | 7   | 232 | 227 | 90  | .592 |
| Toronto Marlies (7)      | 76 | 42 | 29 | 4   | 1   | 245 | 207 | 89  | .586 |
| Albany Devils (8)        | 76 | 39 | 32 | 2   | 3   | 204 | 206 | 83  | .546 |
| St. John’s IceCaps (9)   | 76 | 36 | 30 | 8   | 2   | 216 | 220 | 82  | .539 |
| Utica Comets (10)        | 76 | 35 | 32 | 7   | 2   | 195 | 220 | 79  | .520 |
| Rochester Americans (12) | 76 | 32 | 41 | 0   | 3   | 205 | 240 | 67  | .441 |
| Binghamton Senators (13) | 76 | 28 | 44 | 2   | 2   | 190 | 266 | 60  | .395 |

#### Western Conference
| Central Division          | GP | W  | L  | OTL | SOL | GF  | GA  | Pts | Pts% |
| ------------------------- | -- | -- | -- | --- | --- | --- | --- | --- | ---- |
| Chicago Wolves (3)        | 76 | 44 | 19 | 8   | 5   | 251 | 200 | 101 | .664 |
| Grand Rapids Griffins (4) | 76 | 47 | 23 | 1   | 5   | 251 | 190 | 100 | .658 |
| Milwaukee Admirals (5)    | 76 | 43 | 26 | 4   | 3   | 225 | 215 | 93  | .612 |
| Charlotte Checkers (8)    | 76 | 39 | 29 | 7   | 1   | 212 | 208 | 86  | .566 |
| Cleveland Monsters (9)    | 76 | 39 | 29 | 4   | 4   | 195 | 198 | 86  | .566 |
| Iowa Wild (10)            | 76 | 36 | 31 | 7   | 2   | 182 | 196 | 81  | .533 |
| Manitoba Moose (14)       | 76 | 29 | 37 | 5   | 5   | 197 | 242 | 68  | .447 |
| Rockford IceHogs (15)     | 76 | 25 | 39 | 9   | 3   | 175 | 246 | 62  | .408 |

| Pacific Division         | GP | W  | L  | OTL | SOL | GF  | GA  | Pts | Pts% |
| ------------------------ | -- | -- | -- | --- | --- | --- | --- | --- | ---- |
| San Jose Barracuda (1)   | 68 | 43 | 16 | 4   | 5   | 232 | 176 | 95  | .699 |
| San Diego Gulls (2)      | 68 | 43 | 20 | 3   | 2   | 221 | 178 | 91  | .669 |
| Ontario Reign (6)        | 68 | 36 | 21 | 10  | 1   | 199 | 190 | 83  | .610 |
| Stockton Heat (7)        | 68 | 34 | 25 | 7   | 2   | 212 | 192 | 77  | .566 |
| Bakersfield Condors (11) | 68 | 33 | 29 | 5   | 1   | 200 | 188 | 72  | .529 |
| Tucson Roadrunners (12)  | 68 | 29 | 31 | 8   | 0   | 187 | 237 | 66  | .485 |
| Texas Stars (13)         | 76 | 34 | 37 | 1   | 4   | 224 | 265 | 73  | .480 |
| San Antonio Rampage (16) | 76 | 27 | 42 | 5   | 2   | 184 | 240 | 61  | .401 |

### Beste Scorer
Mit 83 Punkten führte Kenny Agostino die Scorerliste der AHL an und gab dabei auch die meisten Vorlagen (59). Bester Torschütze wurde Wade Megan mit 33 Treffern.
Abkürzungen: GP = Spiele, G = Tore, A = Assists, Pts = Punkte, +/− = Plus/Minus, PIM = Strafminuten; Fett: Saisonbestwert
| Spieler        | Team                                   | GP | G  | A  | Pts | +/− | PIM |
| -------------- | -------------------------------------- | -- | -- | -- | --- | --- | --- |
| Kenny Agostino | Chicago Wolves                         | 65 | 24 | 59 | 83  | +24 | 48  |
| Chris Terry    | St. John’s IceCaps                     | 58 | 30 | 38 | 68  | ±0  | 36  |
| Chris Mueller  | Tucson Roadrunners                     | 68 | 19 | 48 | 67  | −4  | 48  |
| Wade Megan     | Chicago Wolves                         | 73 | 33 | 33 | 66  | +27 | 57  |
| Taylor Beck    | Bakersfield Condors Hartford Wolf Pack | 56 | 19 | 47 | 66  | +7  | 24  |
| Cole Schneider | Rochester Americans                    | 71 | 24 | 39 | 63  | +9  | 45  |
| Travis Boyd    | Hershey Bears                          | 76 | 16 | 47 | 63  | +19 | 16  |
| T. J. Brennan  | Lehigh Valley Phantoms                 | 76 | 21 | 39 | 60  | −5  | 101 |
| Chris Bourque  | Hershey Bears                          | 76 | 18 | 42 | 60  | +5  | 46  |
| Cory Conacher  | Syracuse Crunch                        | 56 | 17 | 43 | 60  | +10 | 113 |

### Beste Torhüter
Die kombinierte Tabelle zeigt die jeweils drei besten Torhüter in den Kategorien Gegentorschnitt und Fangquote sowie die jeweils Führenden in den Kategorien Shutouts und Siege.
Abkürzungen: GP = Spiele, TOI = Eiszeit (in Minuten), W = Siege, L = Niederlagen, OTL = Overtime-Niederlagen, GA = Gegentore, SO = Shutouts, Sv% = gehaltene Schüsse (in %), GAA = Gegentorschnitt; Fett: Saisonbestwert
Es werden nur Torhüter erfasst, die mindestens 1440 Minuten absolviert haben. Sortiert nach bestem Gegentorschnitt.
| Spieler        | Team                           | GP | TOI     | W  | L  | OTL | GA  | SO | Sv%  | GAA  |
| -------------- | ------------------------------ | -- | ------- | -- | -- | --- | --- | -- | ---- | ---- |
| Casey DeSmith  | Wilkes-Barre/Scranton Penguins | 29 | 1730:35 | 21 | 5  | 3   | 58  | 1  | 92,6 | 2,01 |
| Zane McIntyre  | Providence Bruins              | 31 | 1777:13 | 21 | 6  | 2   | 60  | 2  | 93,0 | 2,03 |
| Troy Grosenick | San Jose Barracuda             | 49 | 2728:48 | 30 | 10 | 5   | 93  | 10 | 92,6 | 2,04 |
| Anton Forsberg | Cleveland Monsters             | 51 | 2976:52 | 27 | 17 | 4   | 113 | 4  | 92,6 | 2,28 |
| Alex Stalock   | Iowa Wild                      | 50 | 2870:54 | 23 | 17 | 8   | 109 | 4  | 92,6 | 2,28 |
| Jack Campbell  | Ontario Reign                  | 52 | 3071:47 | 31 | 15 | 6   | 129 | 5  | 91,4 | 2,52 |

## Calder-Cup-Playoffs

### Playoff-Baum
|  | Conference-Viertelfinale | Conference-Viertelfinale       | Conference-Viertelfinale |                       |                       | Conference-Halbfinale | Conference-Halbfinale | Conference-Halbfinale |  |  | Conference-Finale | Conference-Finale | Conference-Finale |  |  | Calder-Cup-Finale | Calder-Cup-Finale | Calder-Cup-Finale |
|  |                          |                                |                          |                       |                       |                       |                       |                       |  |  |                   |                   |                   |  |  |                   |                   |                   |
|  | A1                       | Wilkes-Barre/Scranton Penguins | 2                        |                       |                       |                       |                       |                       |  |  |                   |                   |                   |  |  |                   |                   |                   |
|  | A4                       | Providence Bruins              | 3                        |                       |                       |                       |                       |                       |  |  |                   |                   |                   |  |  |                   |                   |                   |
|  | A4                       | Providence Bruins              | 3                        | A4                    | Providence Bruins     | 4                     |                       |                       |  |  |                   |                   |                   |  |  |                   |                   |                   |
|  |                          |                                |                          | A4                    | Providence Bruins     | 4                     |                       |                       |  |  |                   |                   |                   |  |  |                   |                   |                   |
|  |                          |                                | A3                       | Hershey Bears         | 3                     |                       |                       |                       |  |  |                   |                   |                   |  |  |                   |                   |                   |
|  | A2                       | Lehigh Valley Phantoms         | A3                       | Hershey Bears         | 3                     | 2                     |                       |                       |  |  |                   |                   |                   |  |  |                   |                   |                   |
|  | A2                       | Lehigh Valley Phantoms         |                          |                       |                       | 2                     |                       |                       |  |  |                   |                   |                   |  |  |                   |                   |                   |
|  | A3                       | Hershey Bears                  | 3                        |                       |                       |                       |                       |                       |  |  |                   |                   |                   |  |  |                   |                   |                   |
|  | A3                       | Hershey Bears                  | 3                        | A4                    | Providence Bruins     | 1                     |                       |                       |  |  |                   |                   |                   |  |  |                   |                   |                   |
|  |                          |                                |                          | A4                    | Providence Bruins     | 1                     | Eastern Conference    |                       |  |  |                   |                   |                   |  |  |                   |                   |                   |
|  |                          | N1                             | Syracuse Crunch          | 4                     |                       |                       |                       |                       |  |  |                   |                   |                   |  |  |                   |                   |                   |
|  | N1                       | N1                             | Syracuse Crunch          | 4                     | Syracuse Crunch       | 3                     |                       |                       |  |  |                   |                   |                   |  |  |                   |                   |                   |
|  | N1                       |                                |                          |                       | Syracuse Crunch       | 3                     |                       |                       |  |  |                   |                   |                   |  |  |                   |                   |                   |
|  | N4                       | St. John’s IceCaps             | 1                        |                       |                       |                       |                       |                       |  |  |                   |                   |                   |  |  |                   |                   |                   |
|  | N4                       | St. John’s IceCaps             | 1                        | N1                    | Syracuse Crunch       | 4                     |                       |                       |  |  |                   |                   |                   |  |  |                   |                   |                   |
|  |                          |                                |                          | N1                    | Syracuse Crunch       | 4                     |                       |                       |  |  |                   |                   |                   |  |  |                   |                   |                   |
|  |                          |                                | N2                       | Toronto Marlies       | 3                     |                       |                       |                       |  |  |                   |                   |                   |  |  |                   |                   |                   |
|  | N2                       | Toronto Marlies                | N2                       | Toronto Marlies       | 3                     | 3                     |                       |                       |  |  |                   |                   |                   |  |  |                   |                   |                   |
|  | N2                       | Toronto Marlies                |                          |                       |                       |                       |                       |                       |  |  |                   |                   |                   |  |  |                   |                   |                   |
|  | N3                       | Albany Devils                  | 1                        |                       |                       |                       |                       |                       |  |  |                   |                   |                   |  |  |                   |                   |                   |
|  | N3                       | Albany Devils                  | 1                        | N1                    | Syracuse Crunch       | 2                     |                       |                       |  |  |                   |                   |                   |  |  |                   |                   |                   |
|  |                          |                                |                          |                       |                       |                       |                       |                       |  |  |                   |                   |                   |  |  |                   |                   |                   |
|  |                          | C2                             | Grand Rapids Griffins    | 4                     |                       |                       |                       |                       |  |  |                   |                   |                   |  |  |                   |                   |                   |
|  | C1                       | C2                             | Grand Rapids Griffins    | 4                     | Chicago Wolves        | 3                     |                       |                       |  |  |                   |                   |                   |  |  |                   |                   |                   |
|  | C1                       |                                |                          |                       | Chicago Wolves        | 3                     |                       |                       |  |  |                   |                   |                   |  |  |                   |                   |                   |
|  | C4                       | Charlotte Checkers             | 2                        |                       |                       |                       |                       |                       |  |  |                   |                   |                   |  |  |                   |                   |                   |
|  | C4                       | Charlotte Checkers             | 2                        | C1                    | Chicago Wolves        | 1                     |                       |                       |  |  |                   |                   |                   |  |  |                   |                   |                   |
|  |                          |                                |                          | C1                    | Chicago Wolves        | 1                     |                       |                       |  |  |                   |                   |                   |  |  |                   |                   |                   |
|  |                          |                                | C2                       | Grand Rapids Griffins | 4                     |                       |                       |                       |  |  |                   |                   |                   |  |  |                   |                   |                   |
|  | C2                       | Grand Rapids Griffins          | C2                       | Grand Rapids Griffins | 4                     | 3                     |                       |                       |  |  |                   |                   |                   |  |  |                   |                   |                   |
|  | C2                       | Grand Rapids Griffins          |                          |                       |                       | 3                     |                       |                       |  |  |                   |                   |                   |  |  |                   |                   |                   |
|  | C3                       | Milwaukee Admirals             | 0                        |                       |                       |                       |                       |                       |  |  |                   |                   |                   |  |  |                   |                   |                   |
|  | C3                       | Milwaukee Admirals             | 0                        | C2                    | Grand Rapids Griffins | 4                     |                       |                       |  |  |                   |                   |                   |  |  |                   |                   |                   |
|  |                          |                                |                          | C2                    | Grand Rapids Griffins | 4                     | Western Conference    |                       |  |  |                   |                   |                   |  |  |                   |                   |                   |
|  |                          | P1                             | San Jose Barracuda       | 1                     |                       |                       |                       |                       |  |  |                   |                   |                   |  |  |                   |                   |                   |
|  | P1                       | P1                             | San Jose Barracuda       | 1                     | San Jose Barracuda    | 3                     |                       |                       |  |  |                   |                   |                   |  |  |                   |                   |                   |
|  | P1                       |                                |                          |                       |                       |                       |                       |                       |  |  |                   |                   |                   |  |  |                   |                   |                   |
|  | P4                       | Stockton Heat                  | 2                        |                       |                       |                       |                       |                       |  |  |                   |                   |                   |  |  |                   |                   |                   |
|  | P4                       | Stockton Heat                  | 2                        | P1                    | San Jose Barracuda    | 4                     |                       |                       |  |  |                   |                   |                   |  |  |                   |                   |                   |
|  |                          |                                |                          | P1                    | San Jose Barracuda    | 4                     |                       |                       |  |  |                   |                   |                   |  |  |                   |                   |                   |
|  |                          |                                | P2                       | San Diego Gulls       | 1                     |                       |                       |                       |  |  |                   |                   |                   |  |  |                   |                   |                   |
|  | P2                       | San Diego Gulls                | P2                       | San Diego Gulls       | 1                     | 3                     |                       |                       |  |  |                   |                   |                   |  |  |                   |                   |                   |
|  | P2                       | San Diego Gulls                |                          |                       |                       |                       |                       |                       |  |  |                   |                   |                   |  |  |                   |                   |                   |
|  | P3                       | Ontario Reign                  | 2                        |                       |                       |                       |                       |                       |  |  |                   |                   |                   |  |  |                   |                   |                   |

### Calder-Cup-Sieger
| Calder-Cup-Sieger Grand Rapids Griffins | Torhüter: Jared Coreau, Eddie Pasquale Verteidiger: Joe Hicketts, Filip Hronek, Brian Lashoff, Dylan McIlrath, Nathan Paetsch, Daniel Renouf, Robbie Russo Angreifer: Tyler Bertuzzi, Mike Borkowski, Mitch Callahan, Colin Campbell, Kyle Criscuolo, Matthew Ford, Martin Frk, Axel Holmström, Matt Lorito, Tomáš Nosek, Ben Street, Jewgeni Swetschnikow, Eric Tangradi, Dominic Turgeon Cheftrainer: Todd Nelson General Manager: Ryan Martin |

### Beste Scorer
Abkürzungen: GP = Spiele, G = Tore, A = Assists, Pts = Punkte, +/− = Plus/Minus, PIM = Strafminuten; Fett: Bestwert
| Spieler        | Team                  | GP | G  | A  | Pts | +/− | PIM |
| -------------- | --------------------- | -- | -- | -- | --- | --- | --- |
| Cory Conacher  | Syracuse Crunch       | 22 | 12 | 16 | 28  | +12 | 27  |
| Yanni Gourde   | Syracuse Crunch       | 22 | 9  | 18 | 27  | +15 | 29  |
| Tomáš Nosek    | Grand Rapids Griffins | 19 | 10 | 12 | 22  | +4  | 18  |
| Ben Street     | Grand Rapids Griffins | 19 | 8  | 13 | 21  | +4  | 2   |
| Matt Taormina  | Syracuse Crunch       | 22 | 5  | 15 | 20  | +9  | 11  |
| Tyler Bertuzzi | Grand Rapids Griffins | 19 | 9  | 10 | 19  | +1  | 50  |
| Eric Tangradi  | Grand Rapids Griffins | 19 | 2  | 17 | 19  | +6  | 12  |
| Danton Heinen  | Providence Bruins     | 17 | 9  | 9  | 18  | −5  | 0   |
| Ryan Carpenter | San Jose Barracuda    | 15 | 9  | 8  | 17  | +6  | 8   |
| Mitch Callahan | Grand Rapids Griffins | 19 | 6  | 10 | 16  | +10 | 18  |

Die beste Plus/Minus-Statistik erreichte Slater Koekkoek von den Syracuse Crunch mit +16.

### Beste Torhüter
Die kombinierte Tabelle zeigt die jeweils drei besten Torhüter in den Kategorien Gegentorschnitt und Fangquote sowie die jeweils Führenden in den Kategorien Shutouts und Siege.
Abkürzungen: GP = Spiele, Min = Eiszeit (in Minuten), W = Siege, L = Niederlagen, GA = Gegentore, SO = Shutouts, Sv% = gehaltene Schüsse (in %), GAA = Gegentorschnitt; Fett: Bestwert; Sortiert nach Gegentorschnitt.
Erfasst werden nur Torhüter mit 120 absolvierten Spielminuten.
| Spieler             | Team               | GP | Min  | W  | L | GA | SO | Sv%  | GAA  |
| ------------------- | ------------------ | -- | ---- | -- | - | -- | -- | ---- | ---- |
| Jack Campbell       | Ontario Reign      | 5  | 282  | 2  | 2 | 8  | 0  | 93,4 | 1,70 |
| Pheonix Copley      | Hershey Bears      | 9  | 534  | 5  | 4 | 19 | 1  | 93,3 | 2,13 |
| Mackenzie Blackwood | Albany Devils      | 4  | 254  | 1  | 3 | 9  | 1  | 92,8 | 2,13 |
| Troy Grosenick      | San Jose Barracuda | 15 | 914  | 8  | 7 | 41 | 2  | 91,0 | 2,69 |
| Jared Coreau        | Erie Otters        | 19 | 1140 | 15 | 4 | 54 | 0  | 90,9 | 2,84 |

## Vergebene Trophäen

### Mannschaftstrophäen

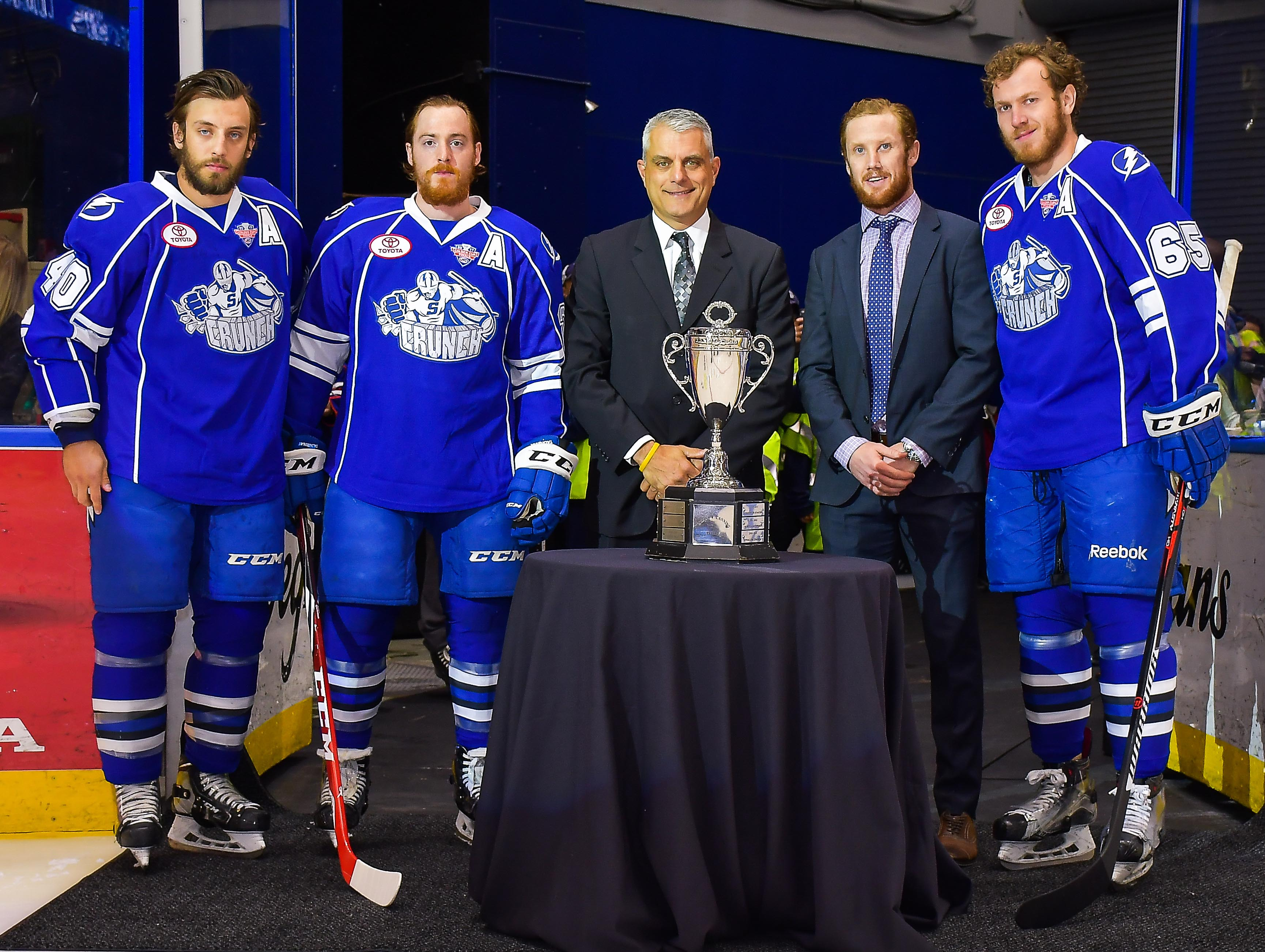
Die Syracuse Crunch erhielten die Richard F. Canning Trophy

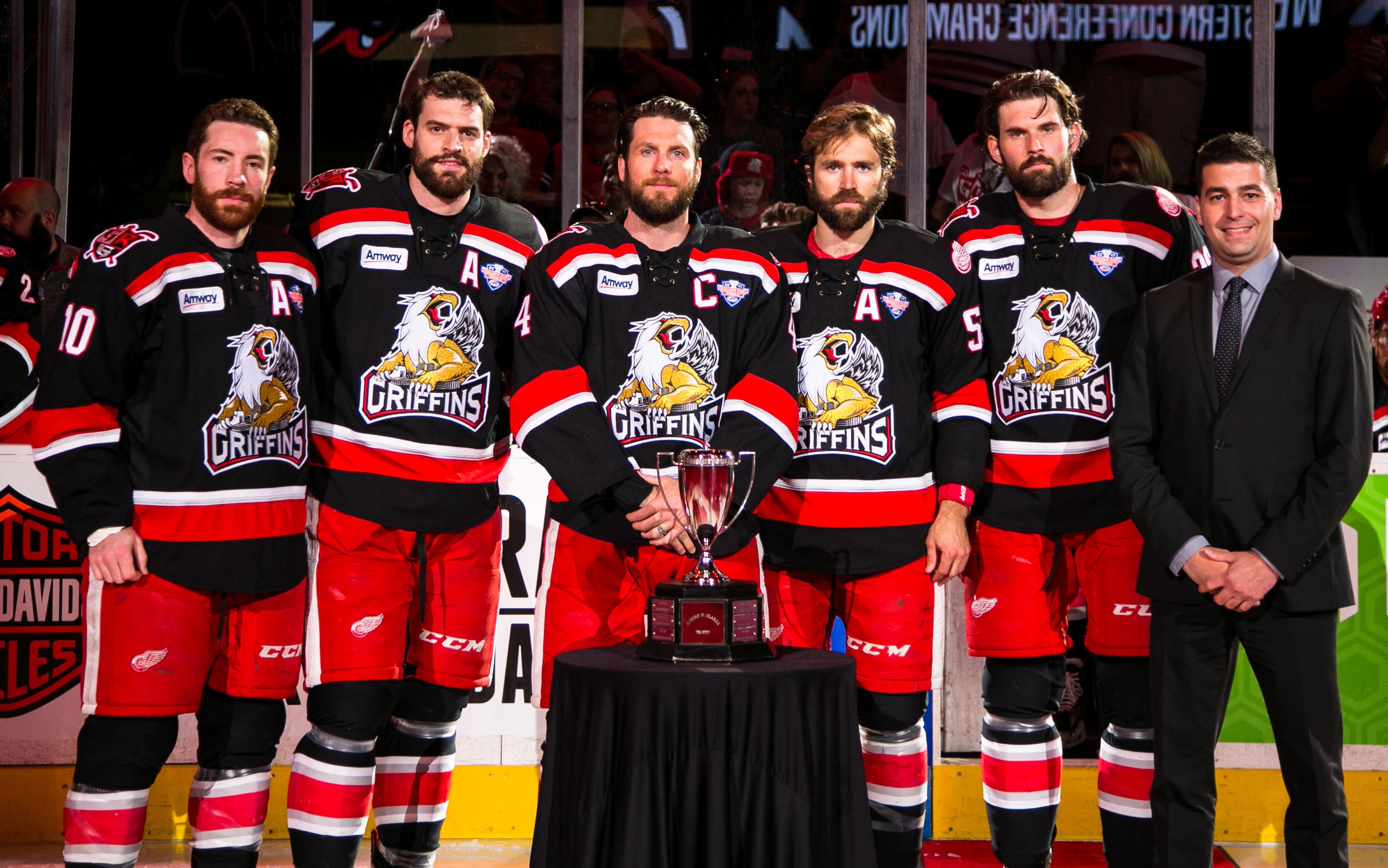
Die Grand Rapids Griffins gewannen die Robert W. Clarke Trophy …

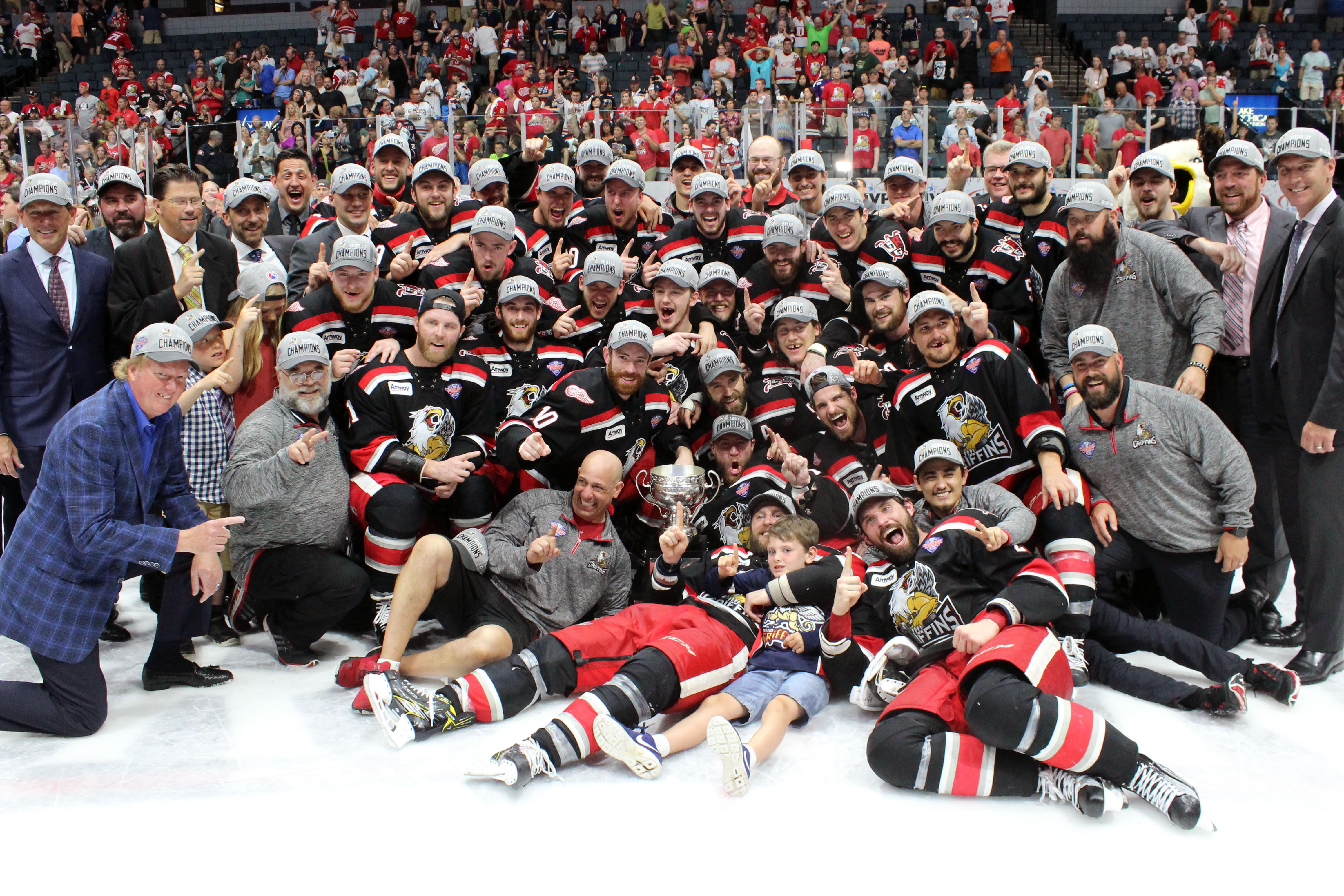
… und den Calder Cup

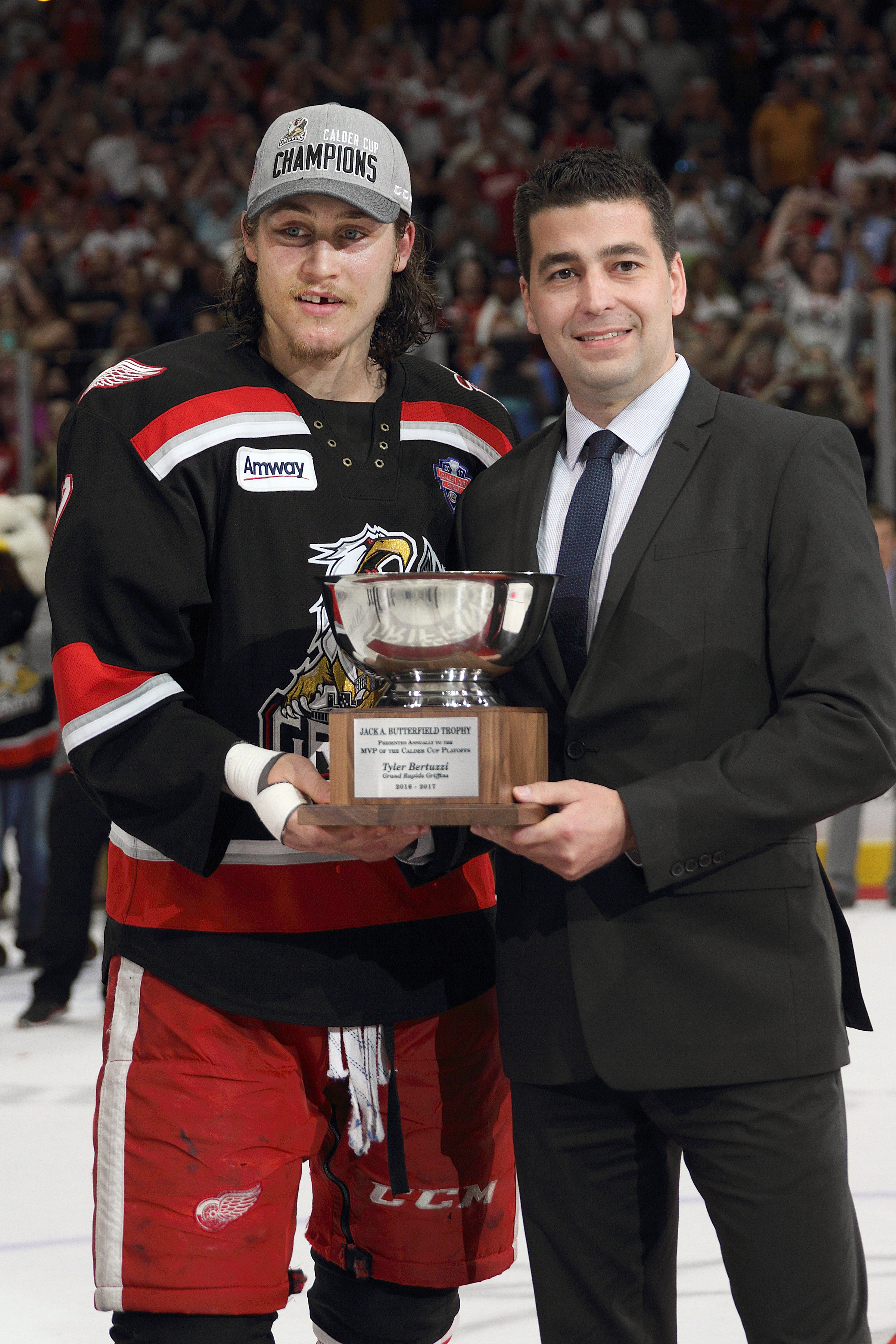
Tyler Bertuzzi gewann die Jack A. Butterfield Trophy

| Auszeichnung                                                     | Team                           |
| ---------------------------------------------------------------- | ------------------------------ |
| Calder Cup Gewinner der AHL-Playoffs                             | Grand Rapids Griffins          |
| Richard F. Canning Trophy Gewinner des Eastern-Conference-Finale | Syracuse Crunch                |
| Robert W. Clarke Trophy Gewinner des Western-Conference-Finale   | Grand Rapids Griffins          |
| Macgregor Kilpatrick Trophy Bestes Team der regulären Saison     | Wilkes-Barre/Scranton Penguins |
| Frank S. Mathers Trophy Bestes Team der Eastern Conference       | Wilkes-Barre/Scranton Penguins |
| Norman R. „Bud“ Poile Trophy Bestes Team der Western Conference  | San Jose Barracuda             |
| Emile Francis Trophy Bestes Team der Atlantic Division           | Wilkes-Barre/Scranton Penguins |
| F. G. „Teddy“ Oke Trophy Bestes Team der North Division          | Syracuse Crunch                |
| Sam Pollock Trophy Bestes Team der Central Division              | Chicago Wolves                 |
| John D. Chick Trophy Bestes Team der Pacific Division            | San Jose Barracuda             |

### Individuelle Trophäen
| Auszeichnung                                                                                                   | Spieler                     | Team                           |
| --- | --------------------------- | ------------------------------ |
| Les Cunningham Award MVP der regulären Saison                                                                  | Kenny Agostino              | Chicago Wolves                 |
| John B. Sollenberger Trophy Bester Scorer                                                                      | Kenny Agostino              | Chicago Wolves                 |
| Willie Marshall Award Bester Torschütze                                                                        | Wade Megan                  | Chicago Wolves                 |
| Dudley „Red“ Garrett Memorial Award Bester Rookie                                                              | Daniel O’Regan              | San Jose Barracuda             |
| Eddie Shore Award Bester Verteidiger                                                                           | Matt Taormina               | Syracuse Crunch                |
| Aldege „Baz“ Bastien Memorial Award Bester Torhüter                                                            | Troy Grosenick              | San Jose Barracuda             |
| Harry „Hap“ Holmes Memorial Award Torhüter mit dem geringsten Gegentorschnitt                                  | Casey DeSmith Tristan Jarry | Wilkes-Barre/Scranton Penguins |
| Louis A. R. Pieri Memorial Award Bester Trainer                                                                | Roy Sommer                  | San Jose Barracuda             |
| Fred T. Hunt Memorial Award Für den Spieler, der durch Fairness, Einsatz und Hingabe herausragt                | Craig Cunningham            | Tucson Roadrunners             |
| Yanick Dupré Memorial Award Für den Spieler, der sich durch besonderen Einsatz in der Gesellschaft auszeichnet | A. J. Greer                 | San Antonio Rampage            |
| Jack A. Butterfield Trophy MVP der Calder-Cup-Playoffs                                                         | Tyler Bertuzzi              | Grand Rapids Griffins          |

### All-Star-Teams
| First All-Star Team | First All-Star Team                       |
| ------------------- | ----------------------------------------- |
| Angriff:            | Kenny Agostino – Wade Megan – Taylor Beck |
| Verteidigung:       | T. J. Brennan – Matt Taormina             |
| Tor:                | Troy Grosenick                            |

| Second All-Star Team | Second All-Star Team                      |
| -------------------- | ----------------------------------------- |
| Angriff:             | Chris Terry – Travis Boyd – Cory Conacher |
| Verteidigung:        | Tim Heed – David Warsofsky                |
| Tor:                 | Zane McIntyre                             |

| All-Rookie Team | All-Rookie Team                                 |
| --------------- | ----------------------------------------------- |
| Angriff:        | Jake Guentzel – Mark Jankowski – Daniel O’Regan |
| Verteidigung:   | Devon Toews – Kyle Wood                         |
| Tor:            | Casey DeSmith                                   |